# Ключевой (Таштагольский район)
Ключевой (шор. Қашқаны) — посёлок в Таштагольском районе Кемеровской области. Входит в состав Кызыл-Шорского сельского поселения.

## География
Центральная часть населённого пункта расположена на высоте 564 метров над уровнем моря. Расстояние от районного центра Таштагол — 16 километров. 5 раз в неделю проездом проходит автобус по маршруту Таштагол — Чулеш.

## Население
По данным Всероссийской переписи населения 2010 года, в посёлке Ключевой проживает 301 человек (152 мужчины, 149 женщин). В посёлке также проживают староверы. Основные промыслы местных жителей — охота, скотоводство.

## Организации
- Филиал библиотеки

## Улицы
- Заречная
- Мира
- Набережная
- Озёрная
- Советская
- Энтузиастов